# Illange
Illange (Duits: Illingen in Lothringen ) is een gemeente in het Franse departement Moselle (regio Grand Est). De plaats maakt deel uit van het arrondissement Thionville. Illange telde op 1 januari 2022 1.785 inwoners.

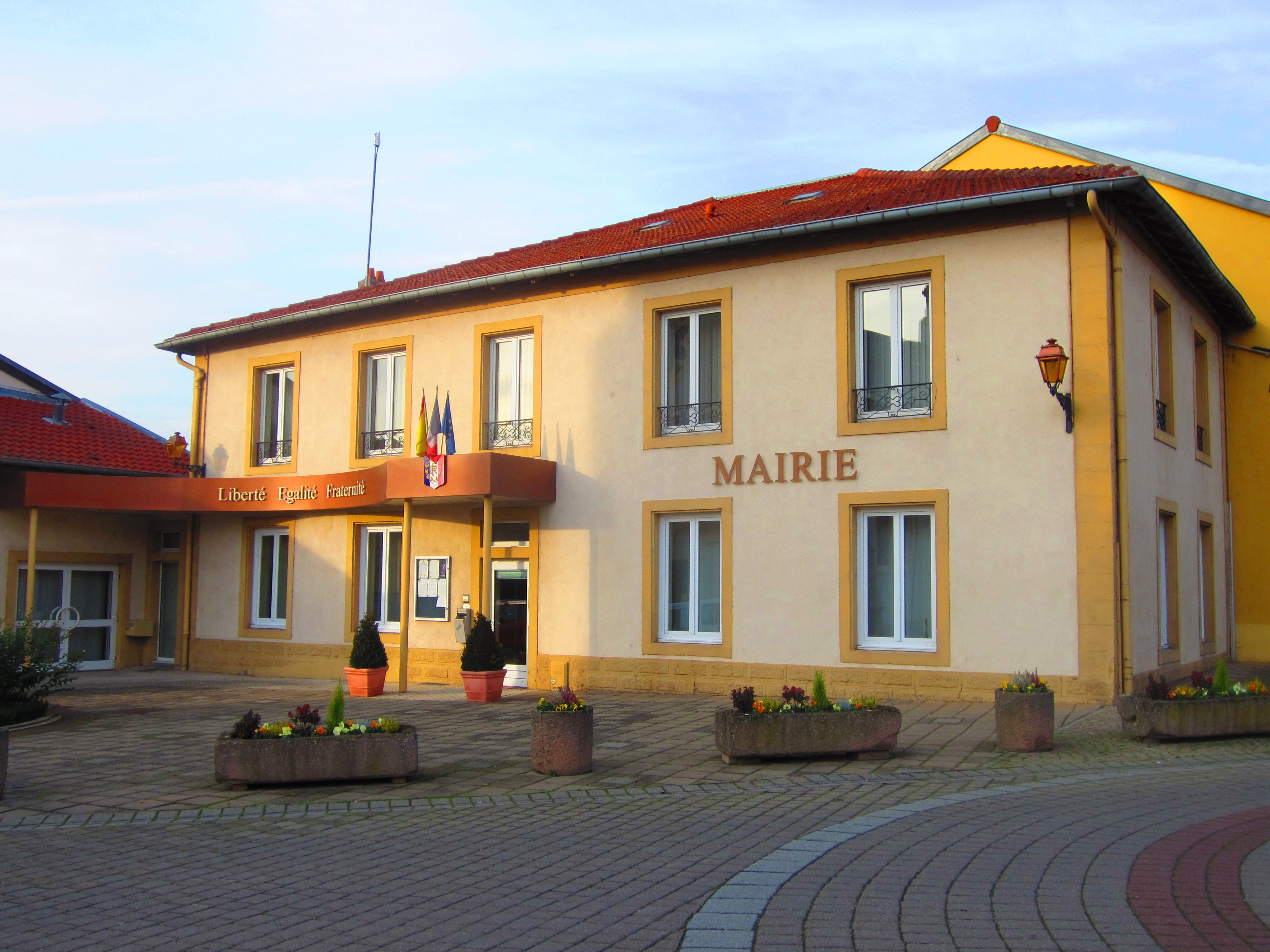
Gemeentehuis
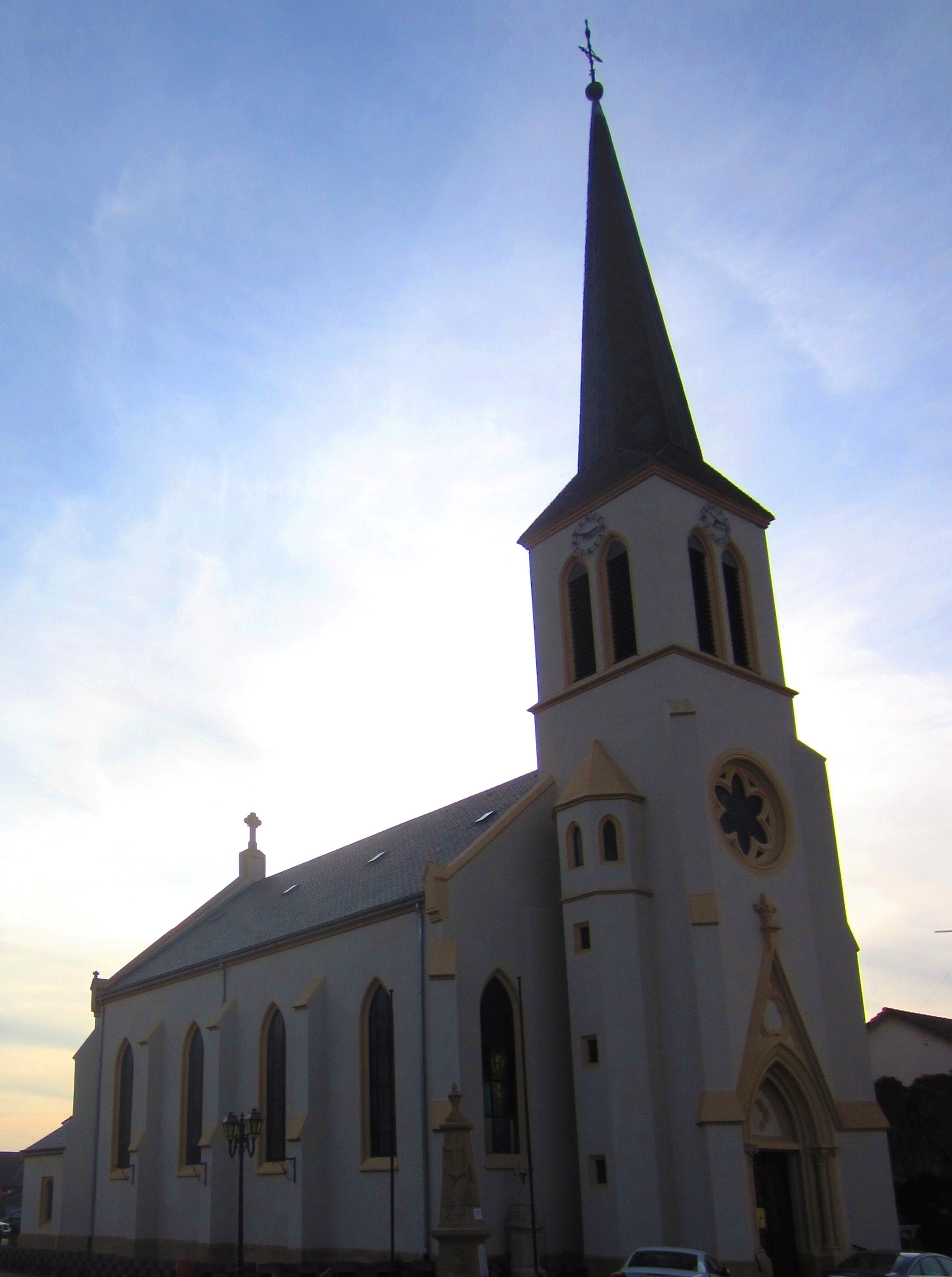
Kerk van Illange
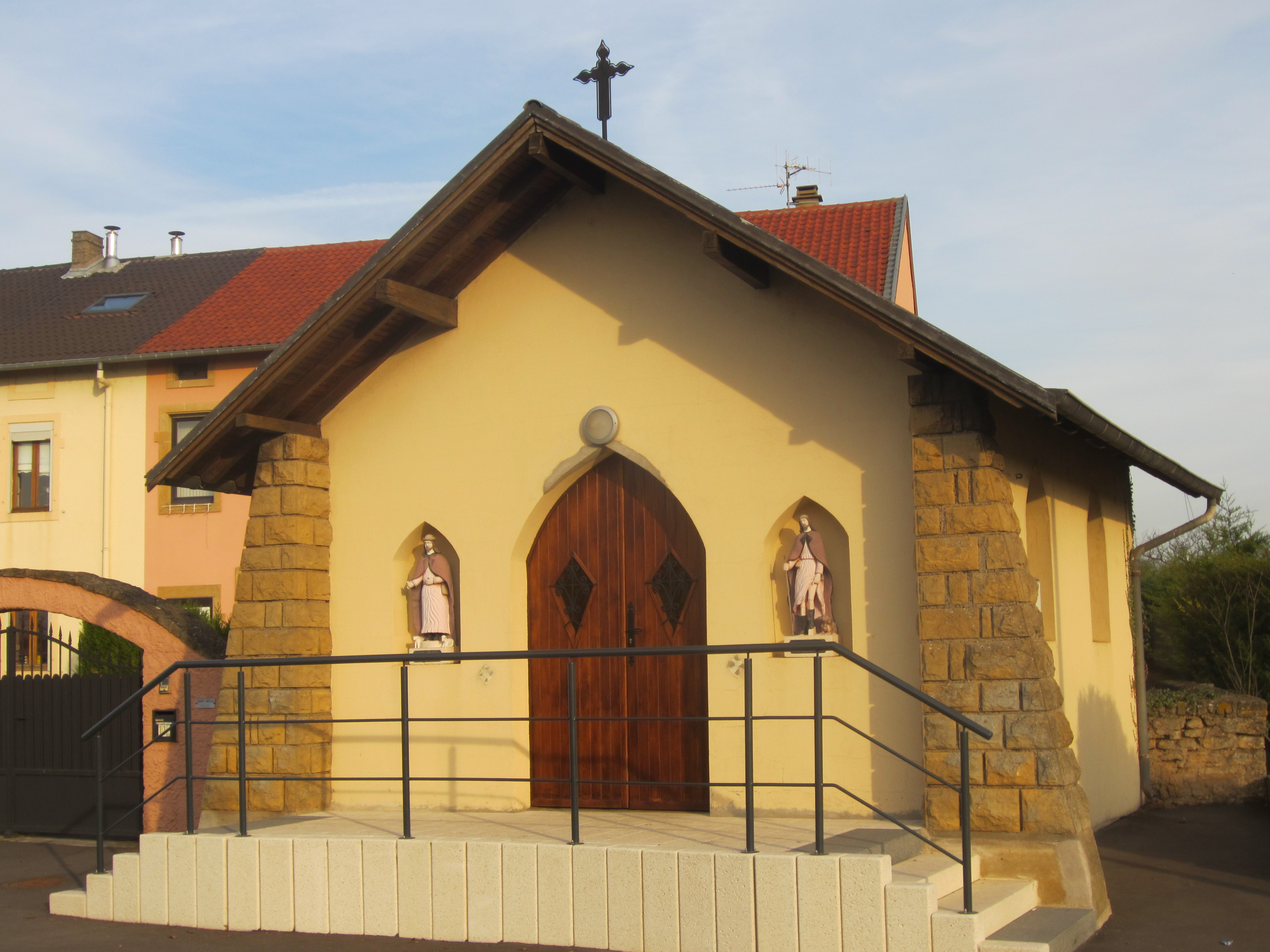
Kapel in Illange

## Geografie
De oppervlakte van Illange bedroeg op 1 januari 2022 5,65 vierkante kilometer; de bevolkingsdichtheid was toen 315,9 inwoners per km².

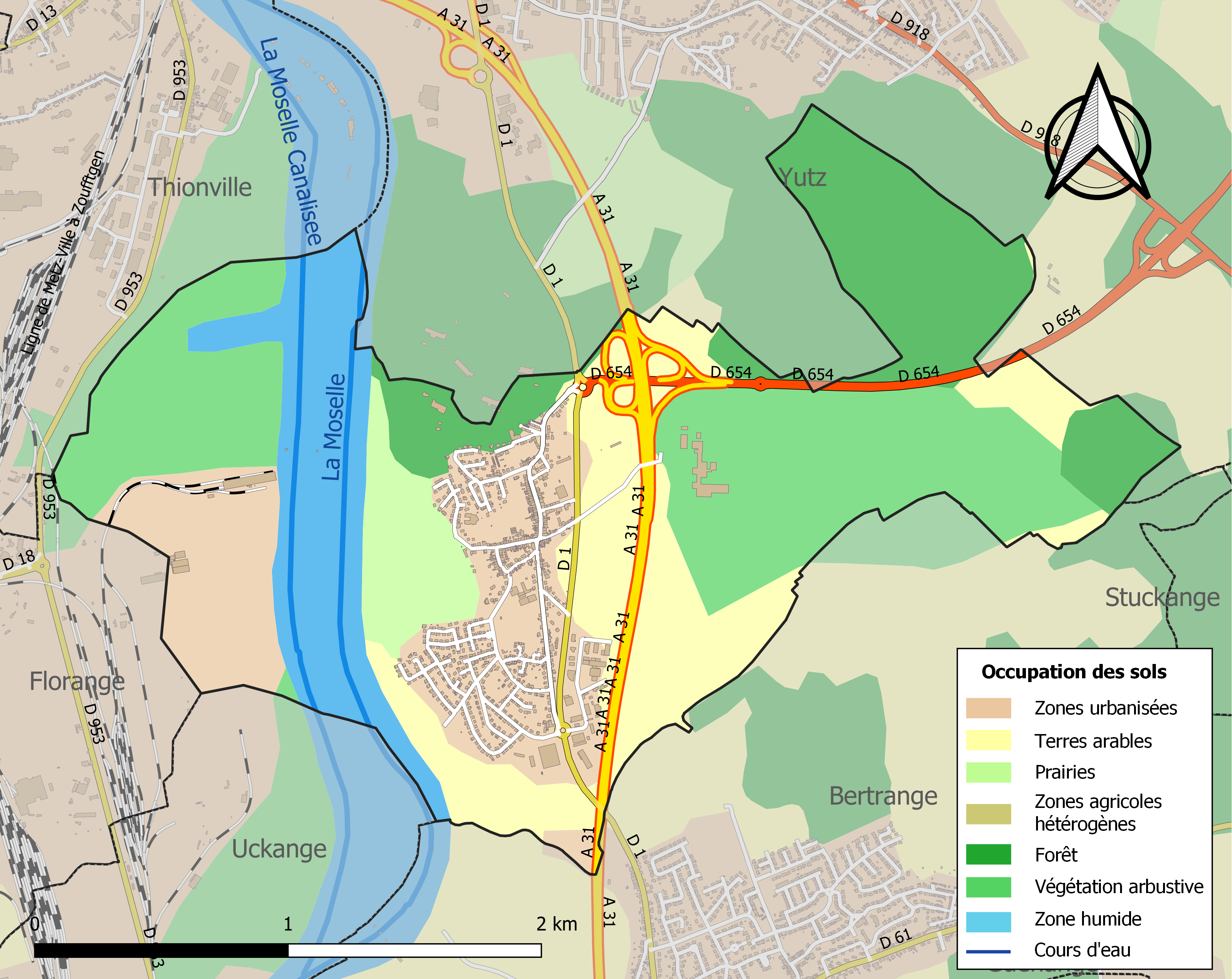
Kaart van de gemeente met de belangrijkste infrastructuur, bodemgebruik en omliggende gemeenten

## Demografie
Onderstaande figuur toont het verloop van het inwonertal (bron: INSEE-tellingen).